# Vlag van Zambia

Vlag van Zambia (ratio 2:3)

De vlag van Zambia werd aangenomen op 24 oktober 1964. In 1996 werd de vlag enigszins aangepast: onder meer het groen werd iets minder donker gemaakt.
De vlag bestaat uit een groen veld met aan de rechterkant, de vluchtzijde, drie verticale banen in de kleuren rood, zwart en oranje. Deze banen lopen niet tot aan de bovenkant van de vlag; boven hen staat namelijk een arend afgebeeld.
Het rood op de vlag staat voor de strijd voor de vrijheid, het zwart voor het volk van Zambia en het oranje voor de natuurlijke rijkdommen. De adelaar staat voor de mogelijkheden om boven de problemen uit te stijgen en staat ook op het wapen van Zambia. Deze vogel komt voor langs de oevers van de Zambezi, waarnaar het land vernoemd is. Groen symboliseert ten slotte de velden en wouden die een groot deel van de oppervlakte van het land innemen.
Het huidige Zambia is de opvolger van de Britse kolonie Noord-Rhodesië. Noord-Rhodesië gebruikte tussen 1939 en 1953 een Brits blauw vaandel met aan de rechterkant het toenmalige wapen van Zambia.
| Vexillologisch symbool voor een buiten gebruik gestelde vlag | Vexillologisch symbool voor een buiten gebruik gestelde vlag |